# 王昆侖
王昆仑（1902年8月1日—1985年8月23日），原名王汝虞，字鲁瞻，江苏无锡人，生于直隶定县，红学家、诗人，中国共产黨、中华人民共和国政治人物，原副国级领导人。中国国民党党员，1933年起中国共产党秘密党员，中国民主革命同盟、三民主义同志联合会的创建者之一，曾任中国国民党革命委员会中央委员会主席。

## 生平

### 追随孙中山

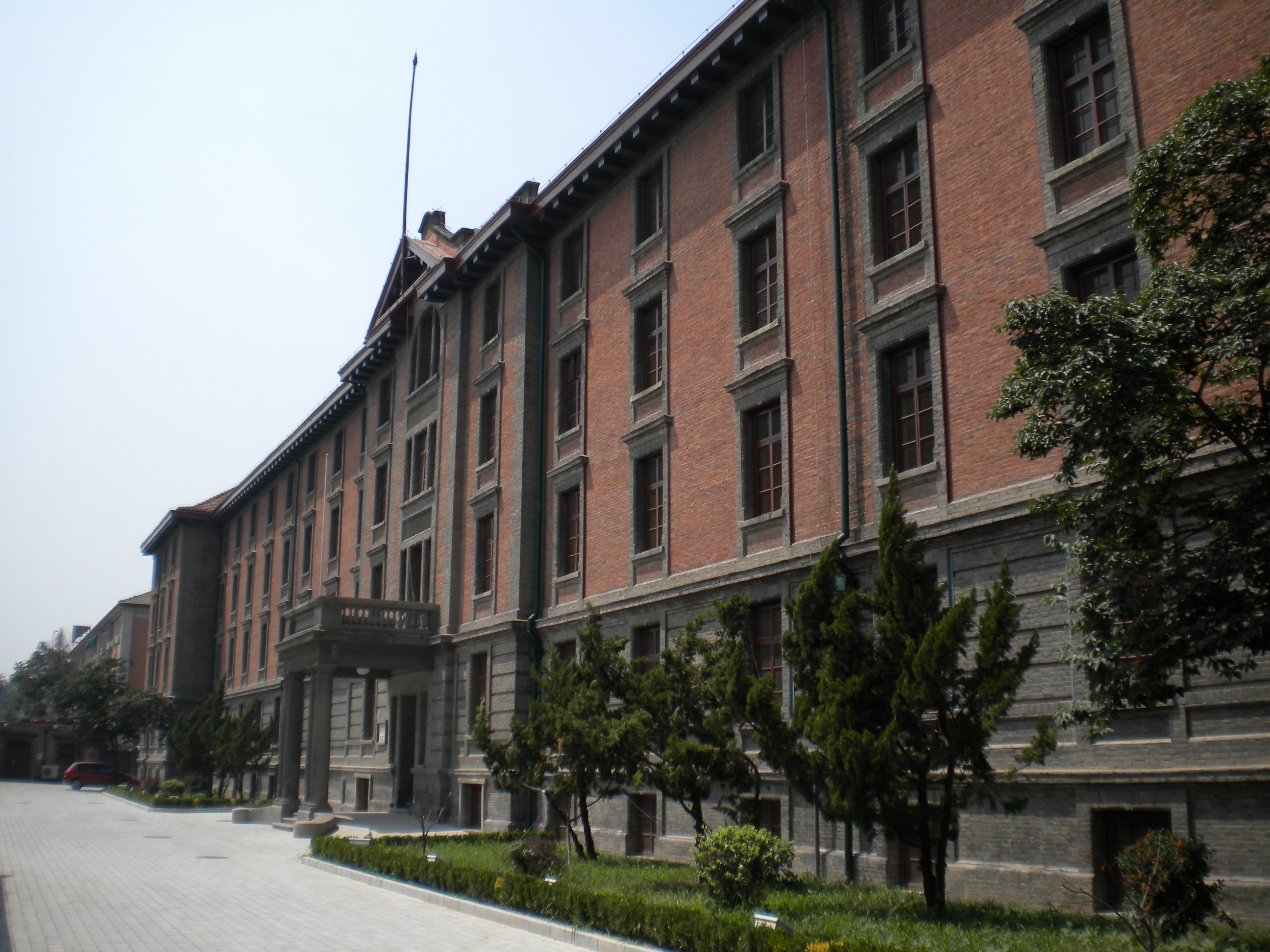
北京大学红楼

王昆仑的祖父王忠荫，清朝官居三品；父亲王镜明（字心如）。1902年8月1日，王昆仑生于直隶省定县。1912年随母亲及姐姐王兰、弟弟王峥嵘、妹妹王素、王枫来到北京，与父亲团聚。1913年，自北京新开路小学毕业，升入正志中学，两年后转入北京四中。1917年，王昆仑自北京四中毕业，考入北京大学预科（官费），学业期满之后，1918年升入北京大学中文系。同年，被北京大学一年级全体同学选举为一年级学生会主席。
1919年五四运动爆发，身为北京大学一年级学生会主席的王昆仑率学生上街参加了天安门广场的抗议，并带头参加火烧赵家楼。父亲宣布与王昆仑脱离父子关系。母亲则因早年曾受秋瑾影响，故支持王昆仑。王昆仑自北京大学中文系转入哲学系。1920年，王昆仑学习西方哲学各派别，关心新文化运动，喜读鲁迅的小说。王昆仑还研究了孙中山的三民主义。1921年，王昆仑支持教授索薪运动。
1922年，第一次直奉战争奉系失败，南方的陈炯明在广州发动六一六事变，孙中山撤至上海。当时，北洋政府派彭允彝出任教育部长，激起北京学生愤慨，掀起“驱彭运动”。1922年末，王昆仑与中国共产党党员黄日葵等人被推为代表，自北京赴上海拜会孙中山。在上海，王昆仑和其他三位学生代表共同向孙中山汇报了北京学生情况。此后，王昆仑又要求单独拜见孙中山。孙中山与王昆仑单独长谈。经孙中山介绍，王昆仑加入中国国民党。王昆仑在上海环龙路44号中国国民党党部履行入党手续。在此期间，他还结识了孙科。回北京前，再度赴莫里哀路向孙中山道别。孙中山将一沓封好的宣传品交给王昆仑带往北京，秘密转交有关人员。1923年回到北京后，王昆仑秘密发展中国国民党党员，宣传三民主义，迅速创建了北京大学首个中国国民党支部，组织了以北京大学学生为中心的“民治主义同志会”。
1923年夏，王昆仑自北京大学毕业后，任教于天津南开中学。其学生中有周恩来之弟周恩寿、曹禺等人。在此期间，因为周恩寿的关系，王昆仑结识邓颖超。
1924年，王昆仑赴杭州，任教于杭州第一中学。后返北京，在许多学校授课。王昆仑和范映霞陷入热恋，但因家庭阻隔而无法结婚。1924年秋，王昆仑因病赴北京西山疗养，结识陈毅、金满城，朝夕相处并谈论国事，乃戏称“三剑客”。
1924年10月，冯玉祥发动北京政变，后来电邀孙中山来北京议政。孙中山接受邀请，发表《北上宣言》，于1924年末到北京。在北京，孙中山组织临时办公室，王昆仑成为其身边工作人员。1925年孙中山在北京病逝，出殡时，王昆仑主动当警卫，并步行至香山为孙中山守灵。

### 从北京到广东

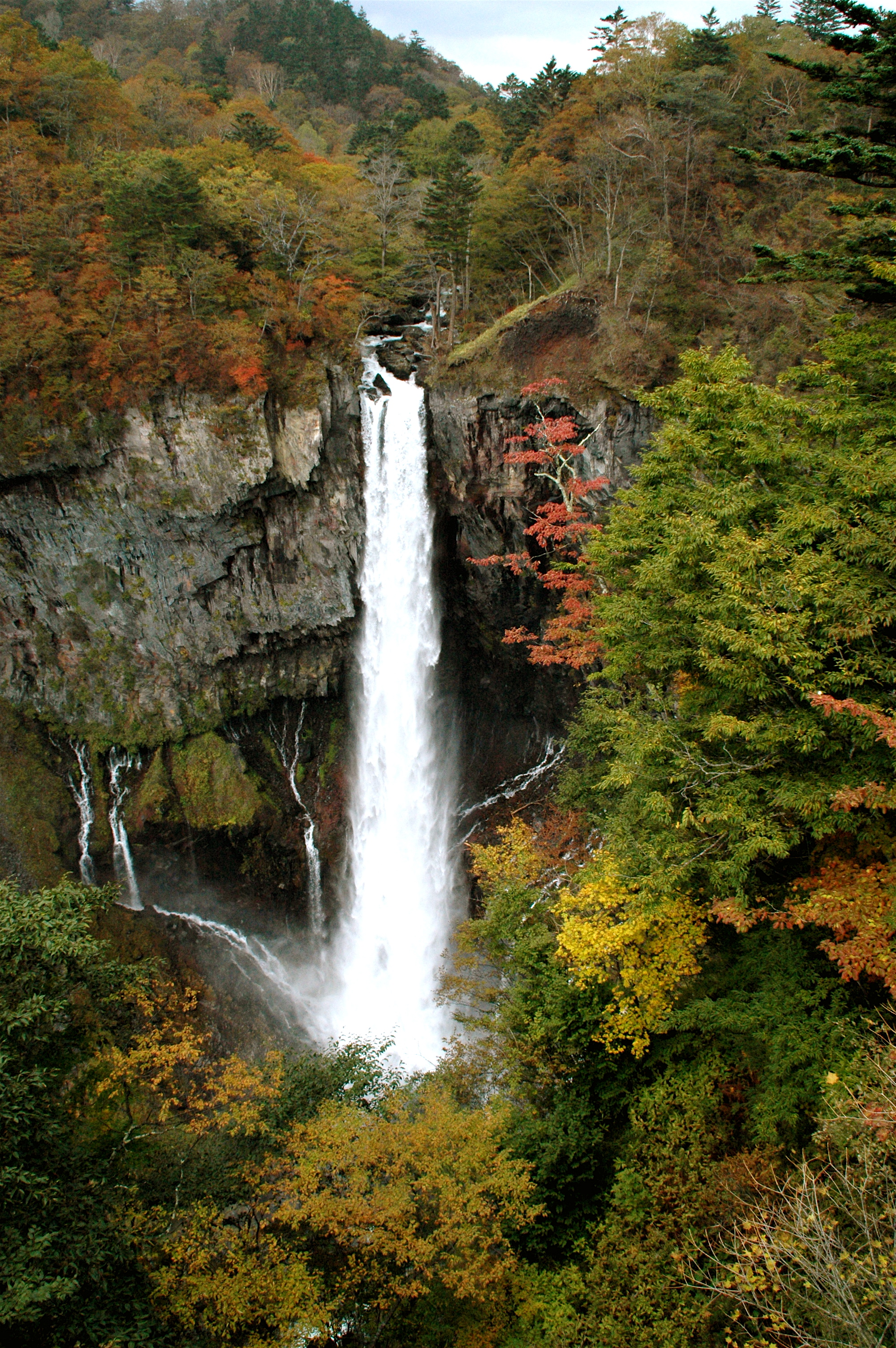
日本华严瀑布

此后，王昆仑成为西山会议派的主要成员之一，坚决反对中国共产党。作为西山会议派的代言人，王昆仑曾撰文反对中国共产党，声称“举起你的左手打倒共产党，举起你的右手打倒帝国主义”。毛泽东作为中国共产党的代言人，曾著文公开批评王昆仑的该观点。王昆仑与毛泽东早在北京大学时期便认识，当时王昆仑是北京大学学生，毛泽东在北京大学图书馆工作，二人虽无交往，但彼此知道对方。
王昆仑后赴日本游历，参观了孙中山革命的旧地。在日本的华严大瀑布前，王昆仑赋诗：“华严名瀑下重峦，白练垂空信可观，注壑千寻鸣巨吼，出山一泻作洪澜。源高何虑前途远？流急方知返顾难。入海入江从此去，清波万里任人看。”
归国后，王昆仑在李大钊领导下，和中国共产党党员共同组织爱国青年开大会，发动游行示威，冲击“关税会议”，冲击北洋政府外交部，冲击东交民巷外国驻华使馆。
1926年3月18日，为抗议日本军舰炮击大沽口及其后的八国最后通牒，王昆仑等人组织各界人士在天安门广场举办“反对八国最后通牒国民大会”，大会通过了反对帝国主义的决议及通电。会后，王昆仑等人率民众赴段祺瑞执政府门前示威。段祺瑞政府命军警开枪，造成三一八惨案。王昆仑幸免于难，但遭北洋政府通缉，乃赴潮州，在黄埔军校分校任政治教官。1926年底，随何应钦率领的东路军出发参加北伐，历任宣传科长、代政治部主任。1926年内，父亲及全家返回无锡。

### 从再造派到共产党
1927年四一二政变后，应国民革命军总司令部政治部主任吴稚晖等人邀请，赴南京就任国民革命军总司令部政治部秘书长。同年6月，陪蒋中正赴徐州参加与冯玉祥的会谈。同年，时任国民革命军总司令部政治部秘书长的王昆仑对蒋中正失望，乃辞职，在中国国民党内部进行反蒋活动。同年，王昆仑和范映霞在南京结婚。同年末，长女王金陵出生。
1928年，王昆仑等人在上海发起成立“再造社”，并且出版《再造》等报刊，公开批评中国国民党已变质，需要再造新的中国国民党。中国国民党内的这一政治派别被称为“再造派”。其间，他撰写了许多关于“再造”中国国民党的文章。1929年，《再造》等报刊停办。
1931年九一八事变后，王昆仑回到家乡无锡，与无锡的朋友创办《人报》，并为该报撰文。王昆仑研究马克思主义，认为只有中国共产党才能拯救中国。
1932年秋，孙科出任立法院院长，王昆仑作为“太子派”（指拥护孙中山之子孙科的国民党内一派）的骨干，被聘为立法院第三届立法委员，乃离开无锡赴南京就任。同年，他和左恭、曹孟君发生联系，并利用关系曾营救数名被逮捕的爱国青年出狱。
1933年，王昆仑经卢志英介绍，秘密加入中国共产党。入党以后，中共党组织交给王昆仑的任务是：
1. “及时向地下党组织反映南京国民党内部各派系的情况，了解蒋中正对苏区发动军事‘围剿’的绝密情报。”
2. “对内部策动反蒋统一战线，制约蒋中正‘围剿’红军。”
3. “广泛团结宁沪两地的进步知识分子，有目的地组织读书会，使得更多的知识分子接触马克思主义。”

为作掩护，王昆仑依然以国民党左派的政治面目出现在政坛，不仅继续与右派元老来往，还同各地方实力派，特别是地方实力派派驻首都南京的代表交往频繁。其间，他继续同原西北军领袖冯玉祥及其原部下宋哲元、韩复榘、秦德纯等高级将领来往，从而获悉华北抗日动向。同时，为策应中央红军對抗蒋中正的军事围剿，王昆仑和各地军事实力派人士来往，或鼓动他们抗日，或策动他们反蒋。其中，他与川军刘湘、刘文辉，滇系龙云、卢汉，新桂系李宗仁、白崇禧，粤系张发奎、陈铭枢等人来往最多。此外，因政治原因，他与积极主张抗日的国军高级将领李济深、蔡廷锴等人也开始联系。王昆仑向中共中央提供了中国国民党高层军政情报，并且对上述地方实力派人物的思想转变也起了作用。王昆仑在上海法租界霞飞路霞飞坊建立王公馆，平时在南京的立法院上班，主要做孙科及其他派系工作，了解中国国民党高层动态。每隔两周，他自南京赴上海与家人团聚，同时向上海的中共中央局接头人员汇报情报。这一时期，与王昆仑有情报或其他来往的中共地下党负责人非常多，比如有潘汉年、王世英、卢涛、曹亮等等。
1934年，王昆仑在中山文化教育馆负责工作。王昆仑将该教育馆作为情报基地，创办《中山文化教育馆季刊》，发表论文《世界经济恐慌与中国殖民地化的现状》。王昆仑与胡济邦合作，自国民政府外交部获取了十多份出国护照，将中共负责人送出国。同时，他还和胡济邦合作，获取了中国国民党第五次围剿中央苏区的作战计划，提前送给中共。1934年秋，王昆仑与妻子范映霞离婚，不久与曹孟君恋爱。

### 贯彻《八一宣言》

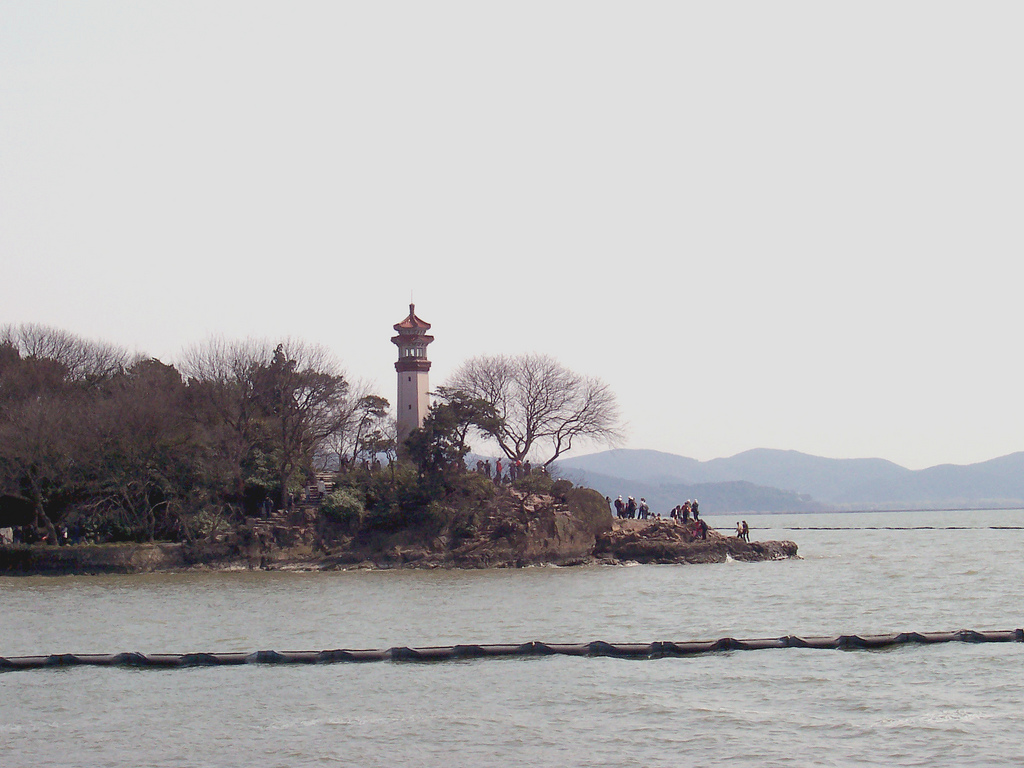
太湖畔的无锡鼋头渚。万方楼就在鼋头渚上

1935年，中国工农红军长征前后，上海的中共地下党组织屡遭破坏，导致中国共产党同共产国际失去联系一年多。王昆仑和中共上海地下党人员继续为中国共产党工作。1935年秋，在上海塔斯社任职的钱俊瑞获得《八一宣言》，南京、上海的中共地下党员决定在无锡太湖别墅内的万方楼，以品尝蜜桃的名义召开“万方楼会议”，传达《八一宣言》，确定下阶段的革命任务。王昆仑作为主人组织了此次会议。事前，军统领导戴笠得知万方楼会议即将召开的消息，特派沈醉率人赶赴无锡，买通内奸，企图将这些中共党员一网打尽。但因王昆仑的巧妙安排，沈醉的计划落空。
不久，王昆仑得知中国工农红军于1935年10月下旬抵达陕北。蒋中正宣布于1935年11月1日至11月6日在南京召开中国国民党四届六中全会，为1935年11月12日召开中国国民党第五次全国代表大会做准备。中共党组织转告王昆仑称：“参加国民党竞选，弄个国民党中央委员干干。”在中国国民党第五次全国代表大会上，王昆仑当选中国国民党中央候补执行委员。
1936年，根据《八一宣言》的精神，王昆仑与西北军、桂系、川军等地方实力派继续接触。4月下旬，冯雪峰自陕北奉命赴上海，恢复重建中共地下党组织，途经南京时，在左恭的家中会见了王昆仑。冯雪峰希望王昆仑帮忙解决购置地下电台的资金，王昆仑乃赴四川拜见刘湘，谈了建立抗日民族统一战线等之后，说服刘湘为中国共产党捐款。王昆仑经手将刘湘捐赠的6万大洋交给中共地下党组织购买电台。
1936年，日本势力深入华北。同年6月，李宗仁的桂系、陈济棠的粤系联合打出抗日旗号反蒋。各界抗日救国会为此发表一封公开信，望蒋中正放弃“攘外必先安内”政策，并劝两广方面应推动中央出兵抗日，避免与中央对立。为应付两广事变，蒋中正召开中国国民党五届二中全会，在会上指责救国会的公开信是站在中共立场上向蒋中正示威。冯玉祥当即称：“这封信我早知道，没有什么样不对嘛！”蒋中正追问冯玉祥，乃知冯是从王昆仑处得知。蒋中正问王昆仑是怎么知道的，王昆仑答：“这封公开信早就送到了报馆，我是听他们说的。”蒋中正说：“那你一定也看过了共产党的《八一宣言》了吧？”王昆仑反问：“岂止是我王昆仑读过《八一宣言》，蒋委员长您不是也读过吗？”蒋中正拂袖而去。
1936年8月25日，中国共产党发表致国民党书，阐述有关建立抗日民族统一战线的主张。蒋中正扣下该书信不发。王昆仑则私自向冯玉祥、孙科等人通报了中国共产党致国民党书的内容。冯玉祥在蒋中正召开的例会上当面问蒋中正：“为什么不把中国共产党致国民党书向中委转达！”蒋中正得知是王昆仑告诉冯玉祥的，问王昆仑是从哪里得知。王昆仑答：“我是从法国出版的中文报纸《巴黎时报》上看到的。”蒋中正说：“堂堂的国民党候补中委，为什么专看外国报？”王昆仑反问：“中山先生亲自制定的国民党党章有没有规定：国民党员不允许看外国报纸？”蒋中正无言以对。
1936年，王昆仑奉命护送丁玲赴北平，遂顺便拜访了秦德纯、阎锡山、韩复榘等地方实力派，宣讲中共的抗日民族统一战线的精神。王昆仑还支持孙晓村、曹孟君等人筹组南京救国会，并为全国性的救国会在上海召开作出贡献。上海救国会七君子被国民政府逮捕，南京的孙晓村、曹孟君也被逮捕，合称救国会“九君子”。王昆仑多方营救这“九君子”。时逢1936年12月西安事变爆发，在西安事变期间，王昆仑根据中共指示，在中国国民党高层进行工作，促进事变的和平解决。自西安事变起，国共两党开始公开和谈。为此，周恩来等中国共产党领导人到杭州、庐山、南京，和蒋中正多次谈判，王昆仑在南京首次见到周恩来，并应周恩来的要求，继续做孙科的工作。

### 抗战时期
1937年7月抗日战争全面爆发后，王昆仑一方面做冯玉祥等人工作，一方面陪出狱不久的沈钧儒等人赴太湖，以散心的名义讨论抗日事宜。
1938年，日军在台儿庄战役等战役失败后，调整了军事部署，调华北方面军、华中派遣军共达30万兵力，自南北两个方向夹击徐州。李宗仁率60万军队在徐州与日军会战。王昆仑等人在结束了临沂、台儿庄等地战争中的难童救护工作后，和曹孟君赴徐州战场抢救难童，多次险些死亡。回武汉后，王昆仑写下多篇徐州战场见闻。
在周恩来领导下，王昆仑及时报告中国国民党高层动向。1938年及时向中共报告了汪精卫投向日本的消息。后来周恩来曾说：“国民党上午开会，我们下午就知道了全部情况，其中之一就是王昆仑同志报告的。他是立了大功的。”日军占领武汉前夕，王昆仑偕曹孟君赴重庆，此后8年定居重庆。1939年起，王昆仑主要负责孙科担任会长的中苏文化协会。
1939年底，蒋中正发动第一次反共高潮，国统区特别是陪都重庆发生文化摩擦，中共地下党员及民主人士遭到逮捕，书刊遭查禁、书店遭查封。王昆仑写下《论抗争的五月》，以古论今。
1941年1月，皖南事变爆发，第二次反共高潮发生，中国国民党在政治及军事上向中国共产黨进攻。经周恩来、董必武、王若飞关怀及直接领导，王昆仑、许宝驹、王炳南等人筹备，中国民族大众同盟（1942年更名为中国民主革命同盟，民革成立后被简称为“小民革”）于1941年夏在重庆成立。该组织为秘密政治组织，由中国共产党领导，成员既有中共党员，又有民主派成员。在成立会上，王昆仑、许宝驹被推举为该组织主要负责人。王炳南代表中国共产党参加该组织。该组织的工作重点是争取中国国民党内倾向中共的高层人士，分化瓦解中国国民党当权派。同时，该组织向中共提供中国国民党内部各方面情况。
中国民主革命同盟没有固定活动地点。王昆仑等人将活动地点相对固定在中苏文化协会的王昆仑家、许宝驹任职的中国实业银行、领事巷10号康家公馆、阎家老店等等。其间，王昆仑除负责中国民主革命同盟的工作外，还及时将中国国民党高层动态及苏联方面情况报送中共中央南方局。1942年，王昆仑排斥了中苏文化协会中的右翼力量，将该协会办成了中共的活动据点之一。
皖南事变后一段时期内，重庆政治气氛沉闷。中共中央南方局为此找王昆仑等人，希望通过某种政治形式，活跃重庆的政治气氛。王昆仑准备组织经常性的时事座谈会。此即民主同志座谈会的由来。参加该座谈会者以中国国民党上层人士为主，并邀教育界、工商界上层人士参加。参加首次座谈会的基本成员为王昆仑、邓初民、高崇民、阎宝航、许宝驹、于振瀛、甘祠森等14人。1943年，王昆仑、谭平山在民主同志座谈会的基础上筹备成立三民主义同志联合会。蒋中正得知王昆仑在该组织担任主要负责人，非常气愤。
1945年5月，中国国民党第六次全国代表大会召开。蒋中正以在全中国实行宪政为名，要求各省市党、团、参议会一律移归国民政府。在审议军事报告时，王昆仑连提三条质询意见：

1. 抗战已经八年，前线军民流血牺牲，西北大后方却屯兵数十万，为什么不开出去打日本？
2. 中国是盟国之一，现在盟军正在大举反攻，我们却连遭败绩，政府对协同盟国作战，有无周密计划？
3. 第十军方先觉，在衡阳保卫战兵败被俘，只身回渝，据说是负有特殊使命，被敌方有意放回来的，现在道路传言，报章争载，也希望军事当局有个明白回答，以释群疑。

王昆仑的质询激起会场一片喧哗，蒋中正走到大会主席台指责王昆仑：“你王昆仑是不明真相，还是蓄意攻击？你污蔑我方军长，就是污蔑我们全体抗日将士……你现在是国民党的中央委员，你公然在国民党的大会上，替共产党说话，你像国民党的代表吗？……简直是共产党的代表！……你王昆仑吃国民党的饭，在家里暗通共产党，你以为我们一点都不知道吗？”蒋中正连骂一个多小时。台下应声围攻王昆仑，高喊：“拉出去枪毙！”王昆仑昂首步出会场。此事轰动全社会，于右任曾作诗云：“十年中委无人知，一骂成名天下闻。”

### 第二次国共内战

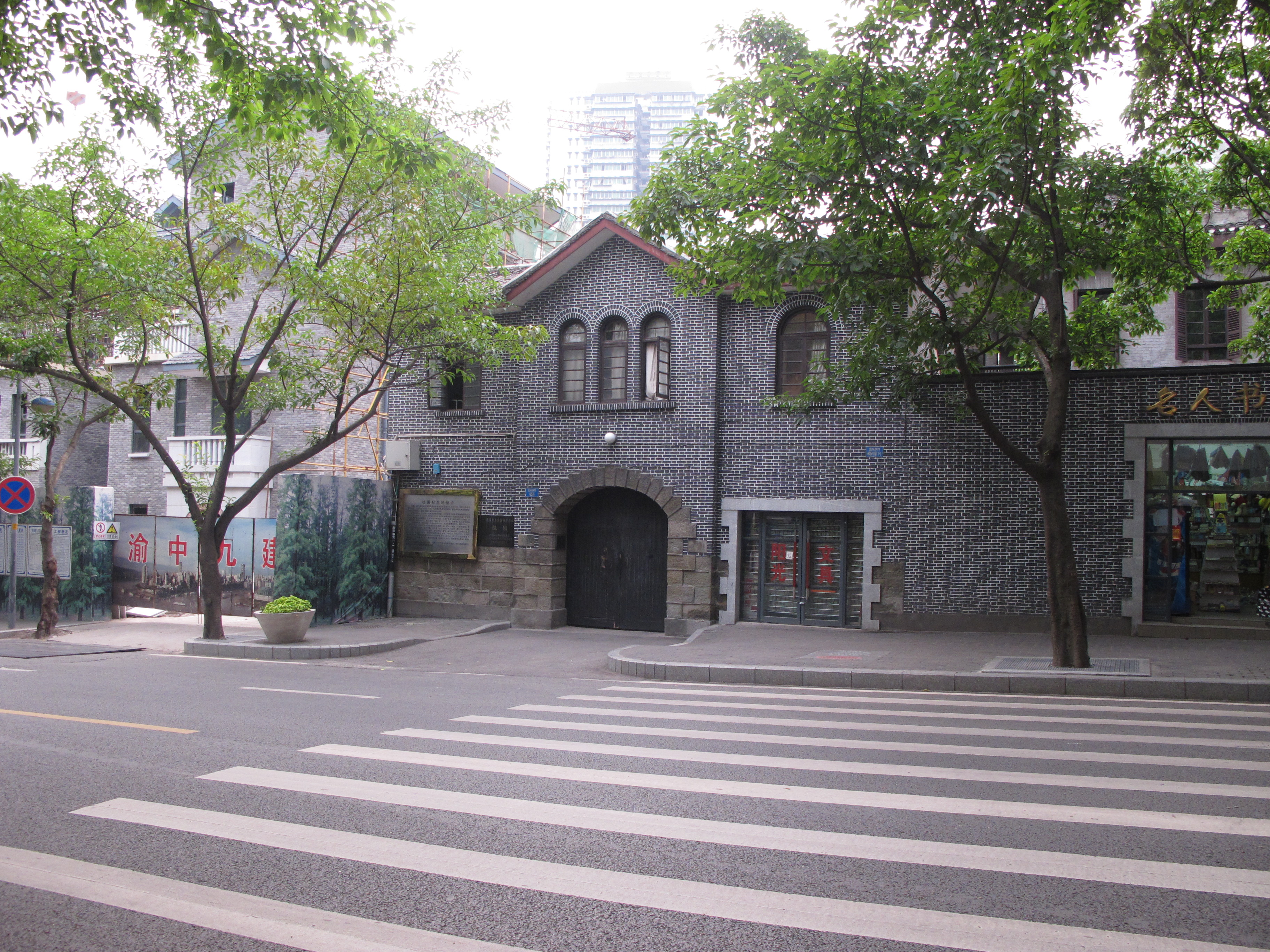
重庆桂园

1945年秋，抗日战争胜利。同年8月28日，毛泽东自延安飞到重庆，与蒋中正展开重庆谈判。8月30日，在周恩来陪同下，毛泽东拜访宋庆龄，王昆仑接到通知，共同参加会见。周恩来向毛泽东引见王昆仑之时，毛泽东握着王昆仑的手说：“久闻大名，久闻大名……”
次日下午，毛泽东在重庆自己的住处桂园会见了王昆仑及中国民主革命同盟成员。毛泽东征询对重庆谈判的意见，王昆仑首先发言：“对蒋中正其人，我还是了解一些。他这次邀您来是不会怀好意的。……从我切身的体会来看，蒋中正是不可信的，他三次电邀您来重庆谈判，是不得已而为之，并非出自诚意。因此，我认为和谈是没有希望的；即使谈成了，国民党当权派也不会给共产党实权的。”毛泽东说：“中共的决心下定了。这就是不管困难多大，一定要和谈成功，只许成功，不许失败。我们 ‘苟能求全，不惜委屈’。为什么要这样做呢？因为人民需要和平，人民需要团结。中国今天只有一条路，就是和，和为贵，其他一切打算都是错的！至于我个人的安危，昨天下午我在特园看望张澜、鲜特生二位先生作了长谈，二位先生都有不相信蒋有和平诚意。张先生指出，蒋在表演鸿门宴，是假戏。我说，我们就来他个假戏真做，让全国人民当观众，看出真假，分辨是非，这出戏就大有价值了。”会谈中，毛泽东多次引用《红楼梦》借古喻今，还对王昆仑说：“我读过你的《花袭人论》和《晴雯之死》，很有新意，是反我们校长和胡适先生的。”王昆仑对毛泽东读过自己在重庆写的文章很惊讶，毛泽东指周恩来说：“他回延安的时候，给我带回了不少精神食粮，其中包括你的文章。我认真读了，希望你继续写下去。”
晚间，毛泽东在红岩村设宴招待，席后将王昆仑、许宝驹、屈武留下畅谈通宵。毛泽东回延安后，对其他中共领导人称：“‘小民革’的同志对党的政策理解得透，理解得深。”
抗日战争胜利后不久，中国民主革命同盟中央领导机构自重庆迁至上海。1946年1月，沧白堂事件发生。同年2月，较场口事件发生，王昆仑成为国民党特务重点监视对象。1946年夏，王昆仑自重庆返回南京。为安全起见，居住在上海租界内。1946年6月，南京下关惨案发生。7月，李闻惨案发生，王昆仑住进医院。10月，国共和谈即将破裂之时，中共领导人周恩来、董必武看望王昆仑，策动在中国东北的国军哗变。第二次国共内战爆发后，中国民主革命同盟将反内战、反独裁作为工作重点。
1947年下半年，中国人民解放军由战略防御转变为战略进攻。其间，蒋中正政府对民主人士加紧迫害。中国民主革命同盟部分负责人离开国统区，许宝驹、曹孟君、金仲华等人赴香港，赖亚力、吴茂荪等人先后赴美国。1947年，经国民政府教育部部长朱家骅出面，王昆仑以赴美国治病为由，申请赴美国获批准。1948年1月，携女儿王金陵赴美国。在美国纽约，协助冯玉祥组建民革驻美总分会筹备会。1948年6月，王昆仑接到唐明照转达的周恩来指示：“解放战争即将胜利结束，希望冯先生和昆仑转道回国，参加第一届全国政协会议的筹备工作。为安全起见，请冯先生和昆仑父女分别由水陆两路到东北跟香港的一批民主人士会合。”王昆仑乃以赴欧洲旅游的名义，偕女儿王金陵离开美国赴欧洲，辗转返回中国。

### 中華人民共和国建國
1949年初，解放軍接管北平同日，王昆仑偕女儿王金陵自满洲里进入中国境内，此后乘车赴沈阳，与自香港来的民主人士会合。1949年2月25日，王昆仑一行35人乘坐专车抵达北平，在车站受到周恩来等人欢迎，随即下榻六国饭店。周恩来先后三次与“小民革”人员谈话。王昆仑和“小民革”领导人磋商，决定结束该组织，于1949年9月17日在中南海勤政殿举行的新政协筹备会第二次全体会议上，正式宣布中国民主革命同盟结束。此外，王昆仑作为三民主义同志联合会（简称“民联”）负责人，与中国国民党民主促进会（简称“民促”）、中国国民党革命委员会（简称“民革”）等组织商讨共同组织成立中国国民党革命委员会。
1949年9月15日，王昆仑代表三民主义同志联合会出席中国人民政治协商会议第一届全体会议。政务院总理周恩来在组阁时，曾请王昆仑任中央人民政府外交部副部长，被王昆仑谢绝。周恩来乃说：“那你当不管部部长吧！”实际上中国并不设不管部，周的意思是让其发挥不管部部长的作用。
1949年11月，中国国民党民主派在北京召开联合会议，民革、民联、民促及中国国民党其他民主分子这四方面代表人士与会。会上，王昆仑支持李济深的意见：组织路线服务于当前政治任务，当前策反工作仍然重要。此次大会将各派组织整合为新的中国国民党革命委员会，在组织总纲上写道：“确认革命的三民主义之发展在现阶段已与新民主主义汇流，并愿为建设新民主主义的人民共和国而奋斗。”王昆仑在会上当选为民革中央常委，兼民革中央宣传部部长。会后，王昆仑协助民革中央主席李济深等人组织各级民革成员学习共同纲领。随后，民革动员其成员，先后参加土地改革、抗美援朝、镇压反革命运动。
1950年8月，王昆仑重新加入中国共产党。他虽是中国共产党党员，但根据中共的决定，其中共党籍不公开。1954年，第一届全国人民代表大会召开，王昆仑当选全国人大常委。王昆仑以民革负责人身份参政，1955年底出任北京市副市长，协助彭真分管文化卫生工作。王昆仑担任北京市副市长共达10年，任内在北京市组织开展爱国卫生运动。1950年代后期，北京市卫生面貌一新，获中华人民共和国国务院、中央爱国卫生运动委员会表彰，一度被外国来访人员誉为无蝇城。1957年，在中共发动的百花齐放、百家争鸣中，王昆仑奉命带头提意见；同年6月，整风进入反右阶段，王昆仑带头做深刻检查。1958年，在“除四害”运动中，北京市副市长王昆仑兼任“首都围剿麻雀总指挥部”总指挥，对北京市全市的麻雀进行围剿消灭，其间，1958年4月19日至21日，三天突击歼灭麻雀，4月19日凌晨5时，刘少奇亲临北京市督导，在8700平方公里北京市内，300万群众用三天时间捕灭麻雀401,160只。
作为民革中央宣传部部长，1956年，王昆仑提议民革中央创办公开发行的报纸《团结报》。该报社成立后，王昆仑亲自担任社长。

### 文艺创作

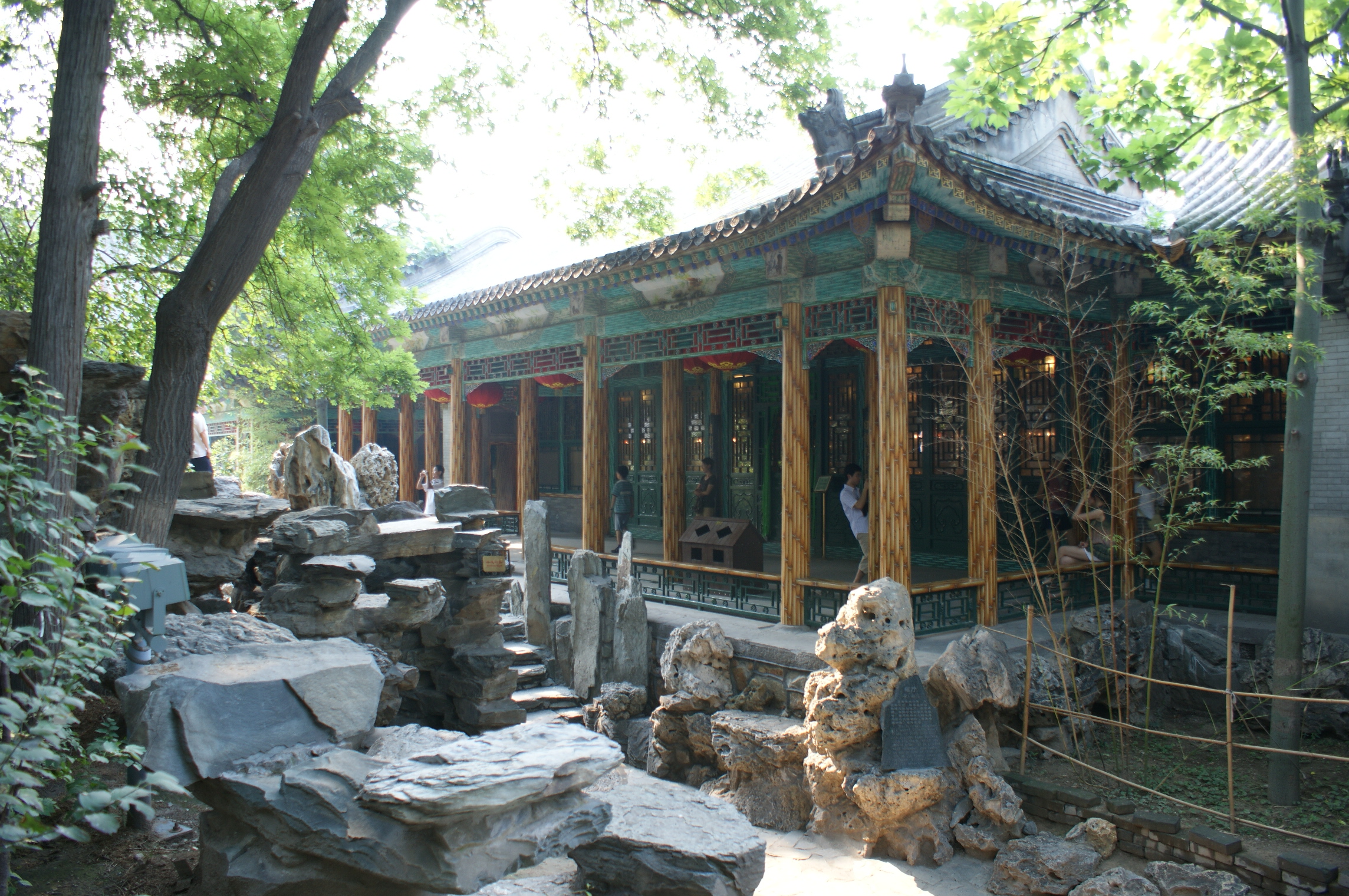
恭王府花园蝠厅

王昆仑是中国最早以马克思主义评论《红楼梦》的专家之一。这方面的著作有《红楼梦人物论》、昆曲剧本《晴雯》（与女儿王金陵合著）等等。他还作有大批诗词、文章，在中华民国及中华人民共和国时期发表在报刊上。王昆仑热爱文学艺术，愿同文学家、艺术家交朋友。
1960年，王昆仑率中国潮剧团赴柬埔寨访问。同年，陪同周恩来参观恭王府。同年他还接受了纪念曹雪芹诞辰200周年的任务。1960年也是王昆仑一生填词作诗的高峰时期之一。1961年，王昆仑忙于筹备纪念曹雪芹诞辰200周年的活动。
1962年，王昆仑修订《红楼梦人物论》，在《光明日报》发表。同年，与女儿王金陵合写昆曲《晴雯》。1963年，周恩来观看昆曲《晴雯》并提出意见，公演获得成功。
1964年，中华人民共和国文化部整风。王昆仑在中共中央统战部就《红楼梦人物论》和《晴雯》作检查。同年，赴北京市通县张家湾参加四清。1965年，率北京慰问团赴北大荒慰问参加支边的北京青年。

### 文革入狱
1966年5月，文化大革命爆发，彭真被撤销中共北京市委第一书记及北京市市长职务，由李雪峰兼任中共北京市委第一书记。中共北京市委于1966年5月下旬改组，1966年6月4日公布新中共北京市委名单。1966年8月18日，毛泽东在天安门城楼检阅红卫兵，与王昆仑进行了交谈。当时，王昆仑作为北京市副市长负责接待各地红卫兵。
1966年8月24日，北京市文联主席老舍因遭受迫害，投北京太平湖自杀身亡。1966年中华人民共和国国庆节，在天安门城楼上，周恩来见到北京市副市长王昆仑。王昆仑是当时北京市唯一未被“罢官”、“夺权”的副市长，也是老舍遭迫害、殴打的见证人。周恩来向王昆仑打听老舍的情况，此后又约王昆仑到中南海西花厅详谈，了解了事情真相。
1966年9月，王昆仑被抄家。1967年1月，妻子曹孟君逝世。1967年冬，被关押到中共北京市委党校。1968年2月，被关入秦城监狱，编号6842号。此后，王昆仑在监狱关押7年。王昆仑的外孙女王田田称，“他当时在监狱里都是尽力站着，为的是眺望红旗。他说眼望红旗心未变，他的鞋子最后都是脚后跟先磨破的。他始终有种坚定的信念，坚持一个‘恒’字，就是这样，他坚强地活了下来。”
1972年尼克松访华。同年，女儿王金陵获准到监狱探监。1973年8月，顾毓琇与夫人王婉靖、女儿顾慰民，乘坐英国海外航空公司的班机，自美国费城经伦敦、香港来到北京。1973年8月29日晚10点，在周培源夫妇及廖承志夫妇的陪同下，周恩来在中共十大结束当晚，于人民大会堂接见了顾毓琇一行。周、顾二人谈及蒋中正、陈立夫、王昆仑。此时，王昆仑仍被关押在监狱中。周恩来表示愧疚，称自己太忙未及处理此事。在周恩来过问下，1975年3月，王昆仑恢复自由，接邓颖超的电话，赋五言律诗一首。

### 晚年生涯
1976年逮捕四人帮后，王昆仑向中央申述落实政策，同时投身拨乱反正的工作中。1977年，中共中央统战部公布了王昆仑等人的中共党籍。1977年10月，中共中央决定，原来八个民主党派分别宣布正式恢复活动，撤销民主党派联合领导小组。1977年12月，民革临时领导小组成立，王昆仑担任三人召集人之一。1978年3月10日到3月11日，王昆仑在友谊宾馆主持座谈会，听取地方民革成员对民革恢复工作的意见。
1979年元旦，全国人大常委会发表《告台湾同胞书》。民革负责人王昆仑关心祖国统一，接连发表谈话、撰写诗文，呼吁台湾及海外的老同事、老友为实现第三次国共合作，统一祖国、振兴中华而努力。
1979年10月11日，在民革第五次全国代表大会上，王昆仑当选民革中央副主席。此后，在全国政协五届二次会议上，当选全国政协副主席。1980年12月，在公开审理林彪反革命集团、江青反革命集团的特别法庭上，王昆仑带病出庭作证，控诉江青、康生等人迫害革命干部、民主党派及爱国人士。1981年，民革中央主席朱蕴山逝世，王昆仑代理主席，此后在民革五届二中全会上当选为民革中央主席。心情舒畅的王昆仑在此后六年内创作诗歌达到又一高潮，并撰写了多篇回忆宋庆龄、何香凝、冯玉祥、蔡元培、柳亚子等人的文章。
1985年，王昆仑因病入住医院，和邓颖超为邻，二人忆及往事，增添许多乐趣。邓颖超出院前，书赠“多年战友，数日芳邻”。王昆仑见后，写下《口占赞邓颖超同志》七言绝句一首，此为绝笔。
1985年8月23日，王昆仑在北京病逝。8月26日，中共中央组织部下达文件，恢复王昆仑1933年至1950年的中共党籍，党龄自1933年起连续计算。在追悼大会上，胡耀邦代表中共中央致悼词，称其为“忠诚的共产主义战士，著名的政治活动家，中国国民党革命委员会的卓越领导人。”

## 著作
- 太愚，红楼梦人物论，上海：国际文化服务社，1946年
  - 王昆侖，红楼梦人物论，北京：生活·读书·新知三联书店，1983年
  - 王昆侖，红楼梦人物论，北京：北京出版社，2004年
- 王昆仑，王昆仑文集，北京：团结出版社，1988年

## 家庭
- 祖父：王忠荫，清朝官居三品[1]
- 父亲：王镜明（字心如）[1]
- 第一任妻子：范映霞，1927年结婚，1934年秋离婚[1]
  - 长女：王金陵，1927年末生。[1]是王昆仑唯一的子女。[10]
- 第二任妻子：曹孟君（1904年－1967年1月）湖南长沙人，曾任全国妇联副秘书长、书记处书记，中国人民对外文化协会常务理事。
- 堂妹：王汝琪（又名王里）

## 纪念
- 王昆仑故居：位于江苏省无锡市鼋头渚太湖别墅，主要建筑为七十二峰山馆、万方楼。太湖别墅是王昆仑的父亲王心如在1927年前后兴建。[10]万方楼落成之际，胡汉民为该楼题写了对联“在家忧国书生事，临水登山节士心”。[12]1931年九一八事变后，王昆仑曾在太湖别墅研读马列主义著作及中国革命斗争史。1935年8月，王昆仑与钱俊瑞、曹亮等人，在万方楼秘密召开“万方楼会议”，贯彻中共中央《八一宣言》。1987年，无锡市人民政府将七十二峰山馆辟为王昆仑故居，设“王昆仑生平事迹展览”。2002年，七十二峰山馆作为鼋头渚近代园林的组成部分被列为江苏省文物保护单位。2011年10月21日，王昆仑故居修缮一新对外开放。王昆仑故居被民革中央确定为7个名人故居之一，被民革中央命名为“中国国民党革命委员会党史教育基地”。[10]